# Data-Pop Alliance
Le Data-Pop Alliance est un think-tank à but non lucratif fondé par le Harvard Humanitarian Initiative, le MIT Media Lab et le Overseas Development Institute (en). Il est dirigé par Emmanuel Letouzé et Alex Pentland en est le directeur académique. Le but du think--tank est de développer le big data au service de l'humain.